# 보츠와나의 경제
보츠와나의 경제는 현재 세계에서 가장 빠르게 성장하는 경제 중 하나로 지난 10년간 연평균 약 5%를 기록하고 있다. 독립 첫 30년 동안 민간 고용의 증가율은 연평균 10% 정도였다. 21세기 초 침체기를 거치면서 보츠와나 경제는 GDP 성장률이 목표치인 6~7%를 넘는 등 강력한 성장세를 기록했다. 보츠와나는 아프리카 개발 은행으로부터 세계에서 가장 긴 경제 호황 중 하나를 지속시키고 있다는 찬사를 받아왔다. 1960년대 후반 이후의 경제 성장은 아시아의 가장 큰 경제 중 일부 국가들과 대등하다. 정부는 지속적으로 예산 흑자를 유지해 왔고 외환보유고도 풍부하다.
일부 이웃 국가들과 비교한 보츠와나의 날카로운 경제 실적은 다이아몬드 채굴, 신중한 재정 정책, 국제 금융 및 기술 지원, 신중한 외교 정책을 바탕으로 구축됐다. 보츠와나의 경제는 대부분 다이아몬드 채굴에 의존한다. 다이아몬드 채굴은 주로 데브스와나 다이아몬드 컴퍼니의 드 비어스와 50대 50 합작회사를 통해 정부 수입의 50%를 기여한다. 국제 부패 감시 기관인 국제 투명성 기구에 의해 부패 인식 지수에서 아프리카에서 가장 부패가 적은 나라로 평가받고 있다. 1인당 국민총소득이 아프리카에서 네 번째로 높고 세계 평균 이상이다.
노동조합은 보츠와나 경제에서 소수 노동자를 대표한다. 보츠와나 노동조합연맹(BFTU)이 보츠와나에서 유일한 전국 노동조합의 중심으로서의 역할을 강화하고 있지만, 일반적으로 그들은 느슨하게 조직된 "사내" 노조들이다.
보츠와나 경제는 이 지역 국가들의 모범으로 여겨지지만 광업에 대한 의존도가 높고 HIV/AIDS 감염률이 높아(성인 3명 중 1명꼴로 혈색소증), 실업률은 향후 성공을 위협할 수 있다.

## 역사

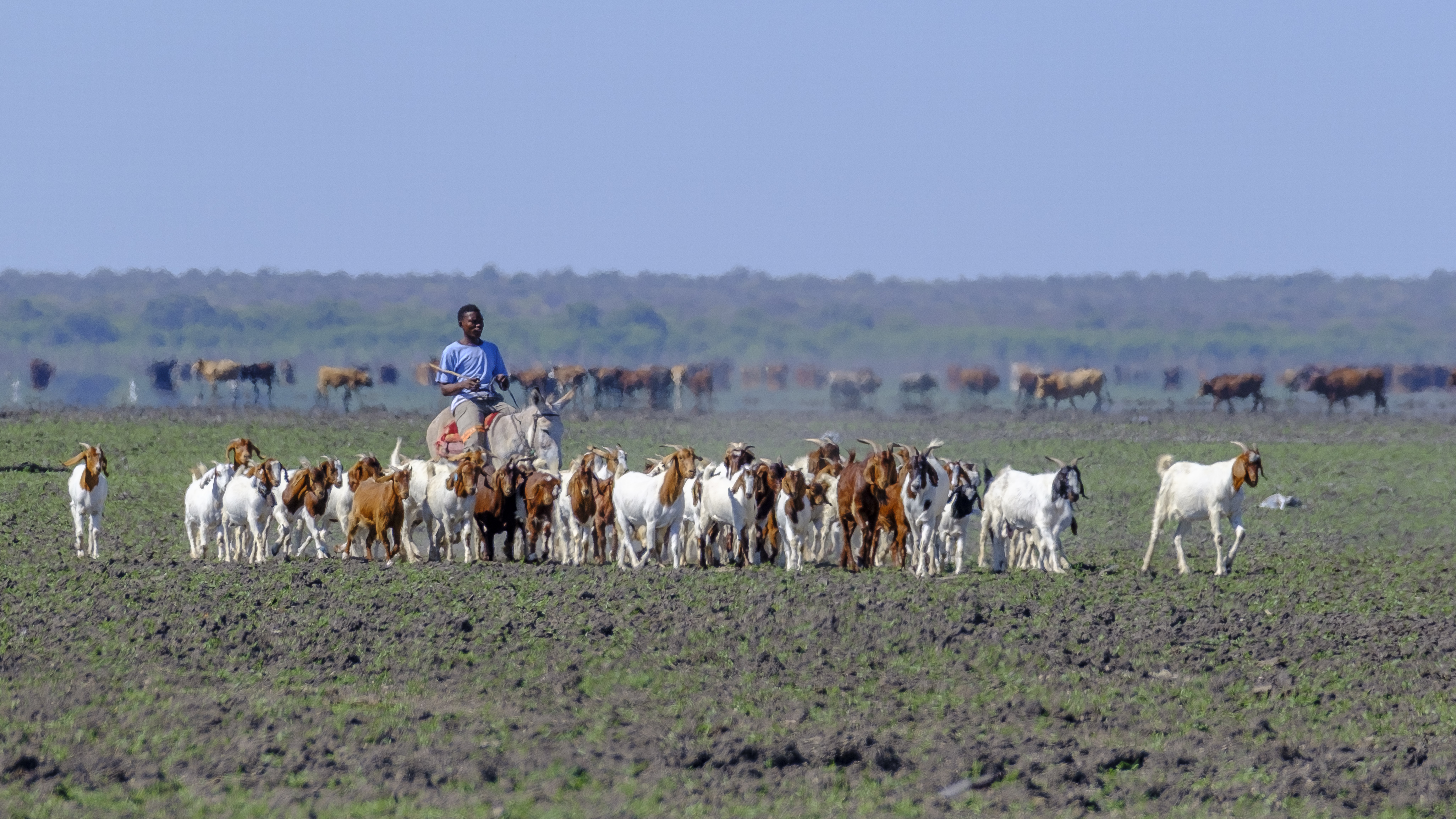
당나귀에 탄 남자는 마른 강바닥에서 염소를 잡았다.

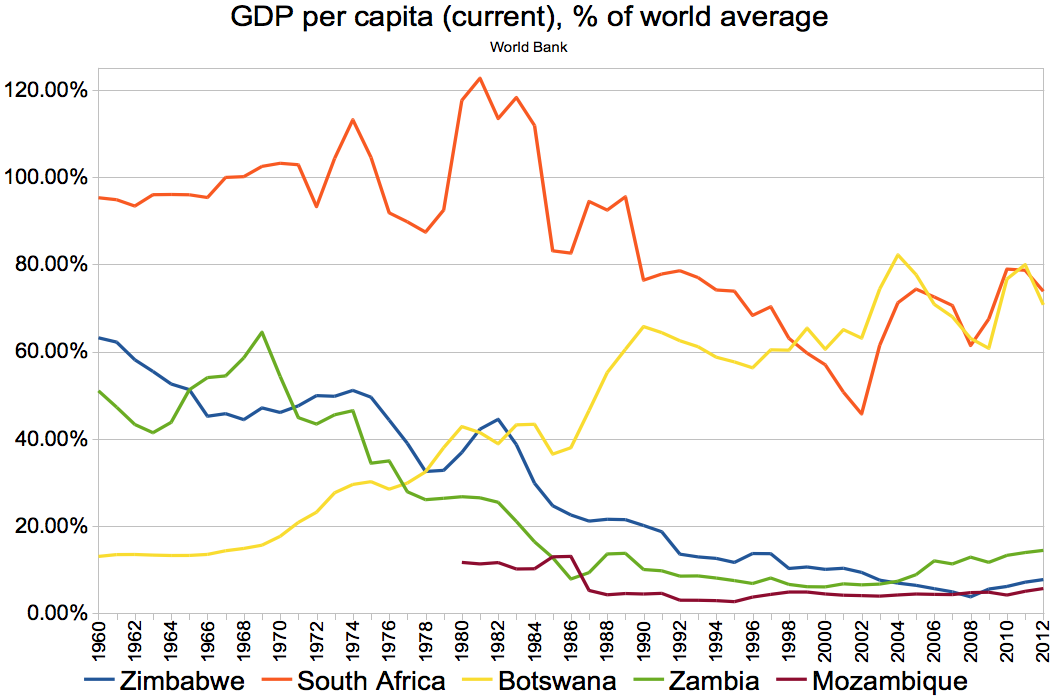
인접 국가 대비 1인당 GDP(현재) (세계 평균 = 100)

농업은 여전히 농촌 인구의 70%에게 생계를 제공하지만, 식량 수요의 약 50%만을 공급하고 있으며, 2016년 현재 GDP의 1.8%에 불과하다. 자급자족 농사와 소 사육이 우세하다. 그 지역은 불규칙한 강우량과 열악한 토양으로 골머리를 앓고 있다. 관광은 경제에도 중요하다. 1970년대에 상당한 광물 매장량이 발견되었고 광산 부문은 1980년 GDP의 25%에서 1998년 38%로 성장하였다. 실업률은 공식적으로 21%이지만 비공식 추정치는 40%에 육박한다. 오라파 2000 프로젝트는 2000년 초에 국내 주요 다이아몬드 광산의 용량을 두 배로 늘렸다. 이것이 지속적인 경제 확장의 주력이 될 것이다.
경제 성장률은 2005년~2008년에 둔화되었으며 2009년에는 5.2% 감소하면서 마이너스 성장을 기록했다. 이는 전 세계 산업 부문의 주요 침체로 인해 악화되었으며, 30%까지 줄어들었는데, 보츠와나의 가파른 경기 침체는 이 기간 동안 지속적인 성장을 경험한 대부분의 아프리카 국가들과 대조를 이루었다.
보츠와나의 재정적자 중 일부는 상대적으로 높은 군사비 지출로 추적될 수 있다(《CIA 월드 팩트북》에 따르면 2004년 GDP의 약 4%를 차지). 일부 비판론자들은 국제 분쟁의 가능성이 낮다는 점을 감안할 때 이 정도의 군사 지출에 대해 비판해 왔지만, 이 부대는 다자간 작전과 지원 노력에도 사용되고 있다.

## 무역
보츠와나는 남아프리카 공화국, 레소토, 에스와티니, 나미비아와 함께 남아프리카 관세동맹(SACU)의 일부이다. 세계은행은 SACU가 2001년(세계은행 데이터가 이용 가능한 가장 최근의 해) 가중평균 대외관세율이 3.6%였다고 보고한다. 미국 상무부에 따르면 "보츠와나와의 무역에는 보츠와나 기업에 유보된 일부 사업장 인허가 제한 외에는 관세나 비관세 장벽이 거의 없다"고 밝혔다. 개정된 무역요소 방법론을 바탕으로 보츠와나의 무역정책 점수는 변함이 없다.
보츠와나의 주요 수출품은 다이아몬드이다. 2017년 기준으로 러시아에 이어 세계 2위의 다이아몬드 생산국이다. 보츠와나의 다이아몬드에 대한 의존도가 높기 때문에, 강력한 세계 수요는 경제의 건강을 위해 필수적이다. 다이아몬드 수출은 보츠와나 경제에 강력한 외환 공급을 제공하며 산업 발전의 기반을 제공하고 보츠와나 인프라 개선을 촉진했다. 하지만 보츠와나 경제에서 다이아몬드 광산이 차지하는 비중이 월등하지만 보츠와나의 노동인력에 충분한 고용을 제공할 수 있을 만큼 노동집약적이지 않다는 우려와 구조적으로 높은 실업률의 요인으로 이런 불일치가 거론되고 있다.

## 관광업

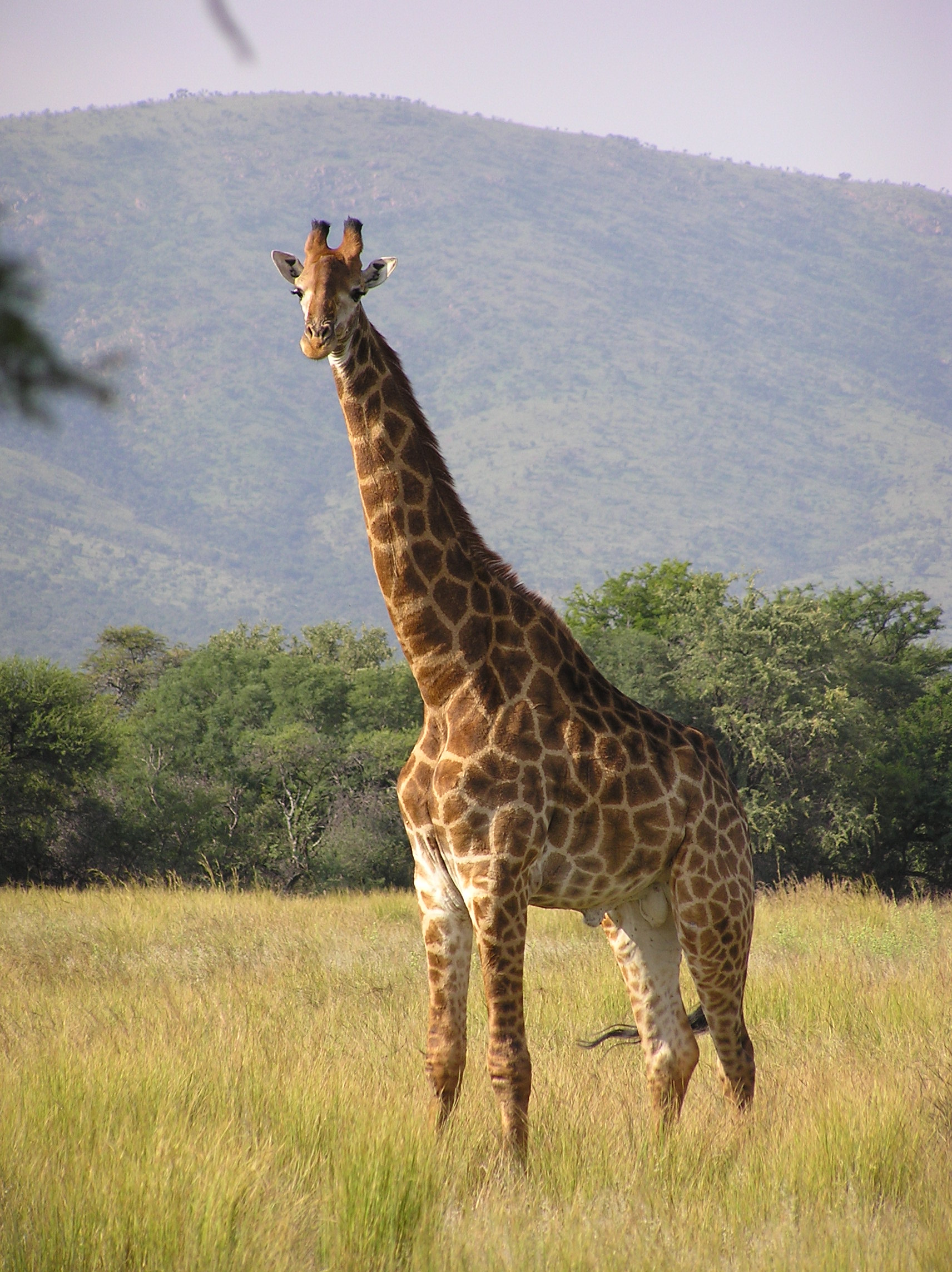
칼라하리의 기린

관광업은 국내총생산(GDP)의 거의 12%를 차지하는 보츠와나에서 점점 중요해지고 있는 산업으로, 세계 유일의 생태계 중 하나인 오카방고 삼각주가 보츠와나에 위치해 있다. 이 나라는 델타 지역과 초베 국립공원에서 세계에서 가장 큰 코끼리 무리 중 하나가 서식하는 훌륭한 경기 관람과 조류 사육을 제공한다. 보츠와나의 중앙칼라하리수렵금지구역은 또한 남부 아프리카에서 가장 외지고 오염되지 않은 황무지를 볼 수 있는 좋은 게임뷰를 제공한다.
야생동물과 습지가 풍부한 국립공원과 게임 보호구역이 주요 관광지이다. 사자, 갈색하이에나, 치타, 표범, 아프리카들개, 영양을 포함한 야생동물은 마크와 델리아 오웬스의 베스트셀러 책 《칼라하리의 외침》에 아주 자세하게 묘사되었다.
관광의 주요 사파리 여행지는 오카방고 삼각주의 모레미 야생보호구역과 초베국립공원이다. 보츠와나는 마을 주민들을 관광에 참여시키는 등 지역사회를 기반으로 한 천연자원 관리사업에도 참여하고 있다. 한 예로 콰이 마을과 콰이 개발 신탁이 있다.
보츠와나는 1980년 영화 《부시맨》의 배경이 됐다. 비록 영화는 대부분 남아프리카 공화국에서 촬영되었지만 말이다. 《어메이징 레이스》의 일곱 번째 시즌이 보츠와나를 방문했다. 관광업은 알렉산더 맥콜 스미스의 일련의 탐정소설과 그에 따른 미국 드라마화에 자극을 받았다.

## 농업
보츠와나의 절반 이상이 농촌에 거주하며 도시 지역의 친척들이 집으로 보내는 돈과 함께 생계형 작물과 목축업에 의존하고 있다. 농업은 식량 수요의 극히 일부만을 충족하고 국내총생산(GDP)에 기여하며, 주로 쇠고기 수출을 통해 이루어지지만, 여전히 사회적, 문화적 시금석이다. 독립 전 보츠와나의 사회경제적 삶은 가축 사육이 지배했다. 보츠와나 육류 위원회(BMC)는 쇠고기 생산을 독점하고 있다. 1995년 보츠와나 북서부구에서 정부가 지시한 전체 가축 도살 조치로 최소 20만 마리가 줄어들었지만 1990년대 중반에는 250만 마리가 전국 가축 도축됐다. 이번 살육은 "소 폐질환"이 다른 지역으로 확산되는 것을 막기 위해 내려진 조치다.
전체 토지 면적의 약 0.7%만이 경작가능하다. 농작물 생산은 전통적인 농법, 반복되는 가뭄, 침식, 질병으로 인해 방해를 받는다. 경작 중인 땅의 대부분은 동부 지역에 있다. 국내의 주요 작물은 수수, 옥수수, 기장이다. 2004년 수수·옥수수 생산량은 각각 3만2000 톤, 1만 톤이었다. 수수 및 옥수수의 수확량은 연간 필요량인 25만 톤의 10% 미만을 차지한다. 2004년 보츠와나의 농산물 수입(주로 곡물)은 농업 수출액 1억250만 달러를 초과했다. 곡물은 종종 남아프리카 공화국에서 수입된다. 소량의 동부, 콩, 그리고 다른 맥박도 재배된다. 2004년 이 모든 작물의 생산량은 약 2만 톤이었다. 또한 16,000 톤의 야채와 1만 톤의 과일이 재배되었다.
농업 연구는 토양보존, 방목 실험, 개선된 곡물 품종 개발 및 보급에 전념해 왔다. 댐 건설과 지하수 수돗물을 뚫는 보어홀 시추는 정부의 계획이 계속되고 있다. 1990년 초, 정부는 공식적인 농업 정책을 경제적으로 재배할 수 있는 식료품만을 생산하도록 변경하였다. 경작지 개발 프로그램과 부족 방목지 정책은 공동 지역의 농부들을 돕기 위해 고안된 정부 프로그램이다.

보츠와나는 광물에서 벗어나 경제를 다양화하려고 하는데, 그 수익은 평준화되었다. 1998-99년 경제의 비광물 부문은 8.9% 성장하여 광물 부문의 4.4% 감소폭을 부분적으로 상쇄하였다. 보츠와나에서 외국인 투자와 경영진이 환영을 받고 있다.

## 민간부문 개발 및 외국인 투자
보츠와나는 광물에서 벗어나 경제를 다양화하려고 하는데, 그 수익은 평준화되었다. 1998년~1999년 경제의 비광물 부문은 8.9% 성장하여 광물 부문의 4.4% 감소폭을 부분적으로 상쇄하였다. 보츠와나에서 외국인 투자와 경영진이 환영을 받고 있다.
현대자동차는 1994년부터 2000년까지 보츠와나에 자동차 조립공장을 운영했다.

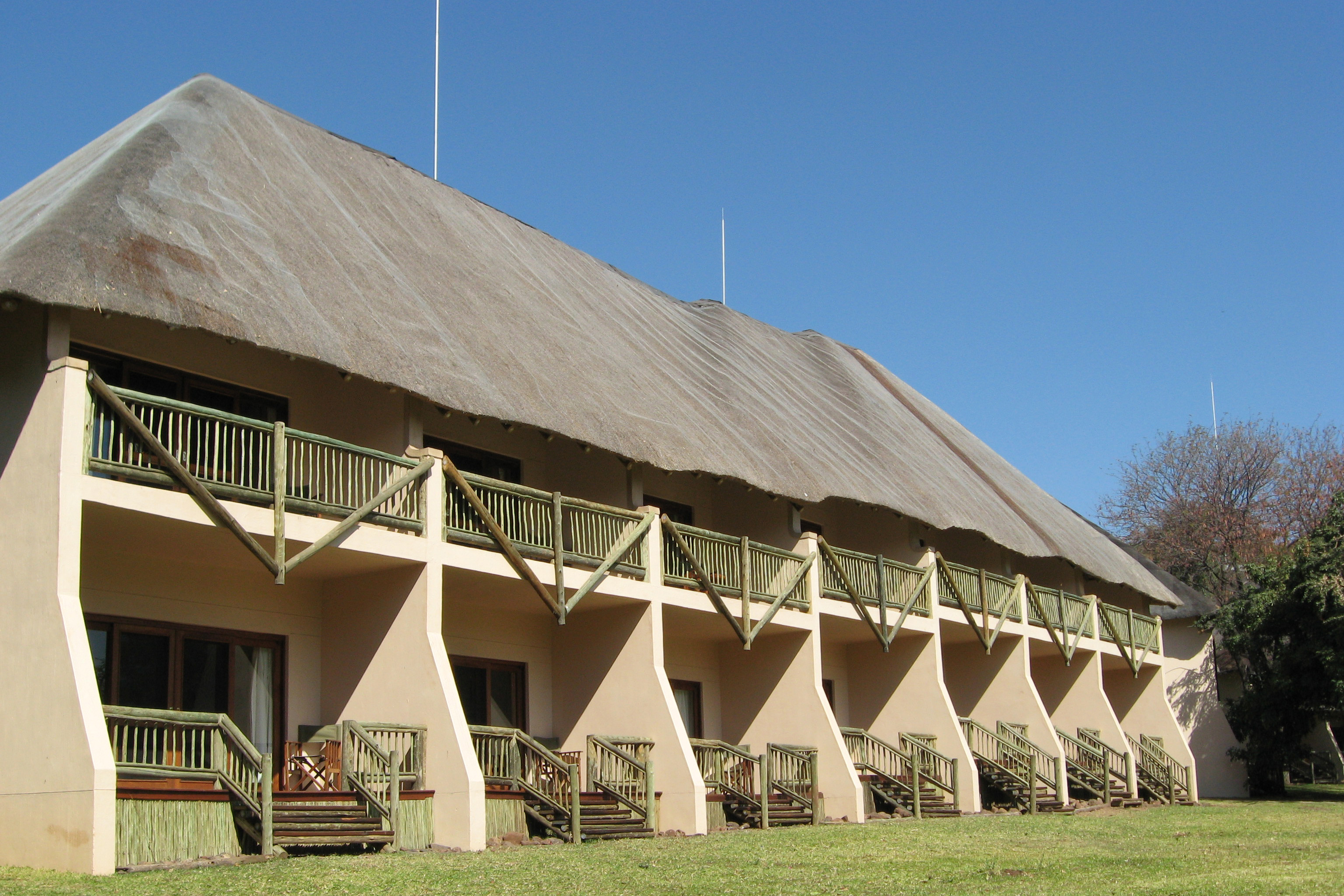
카사네 관광지

보츠와나는 1990년대 초 GDP의 거의 절반에 비해 GDP의 4분의 1을 차지하는 광물에서 벗어나 경제를 더욱 다각화하려고 한다. 보츠와나에서는 외국인 투자와 경영진이 환영을 받고 있으며, 그 결과 2000년대 들어 금융 및 서비스 분야가 기하급수적으로 증가하여 광업을 선도산업으로 대체하고 있다. 보츠와나는 1999년 외환통제를 폐지하고 법인세율(15%)이 낮고 기업 소유에 대한 외국인 금지가 없으며 물가상승률(2004년 11월 7.6%)이 적당하다.
보츠와나는 광대한 석탄 매장량을 가지고 있는 것으로 알려져 있어 아마도 세계에서 석탄이 가장 풍부한 나라 중 하나일 것이다. 대형 탄광, 대규모 석탄 화력발전소 및 합성 자동차 연료를 생산하기 위한 (피셔 트롭쉬법을 통해) 석탄-액화력발전소가 계획되어 있다.
보츠와나는 경제지배구조가 양호한 것으로 입증된 가운데 2004년 국제 투명성 기구가 선정한 아프리카에서 가장 부패가 적은 나라로 꼽히며 유럽과 아시아 여러 나라들을 앞질렀다. 세계 경제 포럼(WEF)은 보츠와나를 아프리카에서 가장 경제적 경쟁력을 갖춘 두 나라 중 하나로 평가하고 있다. 2004년 보츠와나는 다시 한번 무디스와 스탠더드 앤 푸어스로부터 신용등급 A등급을 받았다. 이는 보츠와나를 아프리카에서 단연 최고의 신용위험으로 평가하며 중앙유럽, 동아시아, 중남미의 많은 나라와 동등하거나 그 위에 놓는다.
보츠와나에 대한 미국의 투자는 상대적으로 낮은 수준을 유지하고 있지만 성장세를 이어가고 있다. 헨리 J. 하인즈, 에이온 등 미국 주요 기업들이 직접투자를 통해, KFC, 리맥스 등 다른 기업들은 프랜차이즈를 통해 참석한다. 무디스와 스탠더드 앤드 푸어스의 국가신용등급을 보면 소규모 시장 규모, 육지로 둘러싸인 입지, 번거로운 관료적 절차 등 지속적인 도전에도 불구하고 보츠와나는 여전히 개발도상국 최고의 투자 기회 중 하나로 남아 있다는 점을 분명히 알 수 있다. 보츠와나에는 미국 계열 회사로부터 회원 자격을 받는 90명의 미국 기업 위원회가 있다.
보츠와나는 역사와 지리상 오랫동안 남아프리카 공화국의 경제와 깊은 유대를 맺고 있다. 보츠와나, 레소토, 에스와티니, 남아프리카 공화국으로 구성된 남아프리카 관세동맹(SACU)은 1910년부터 시작된 것으로 세계에서 가장 오래된 관세동맹이다. 나미비아는 1990년에 가입했다. 남아프리카 공화국은 이번 협약에 따라 5개 회원국에 대한 관세, 판매, 소비세 부담금을 징수해 각국의 수입 비중을 기준으로 수익금을 분담하고 있다. 남아프리카 공화국 정부가 독점적으로 보유하고 있는 수익 공유와 의무에 대한 의사결정 권한에 대한 정확한 공식은 점점 더 논란이 되었고, 회원들은 2001년에 이 협정을 재협상하였다. 새로운 구조는 이제 공식적으로 비준되었고 나미비아 빈트후크에 SACU 사무국이 설립되었다. 남아프리카 공화국의 세계무역기구(WTO) 가입 이후 보츠와나 역시 가입했다. 따라서 많은 SACU 의무가 감소하면서 보츠와나에서 이 지역 밖의 제품들의 경쟁력이 높아지고 있다. 현재, SACU 국가들과 미국은 자유무역협정을 협상하고 있다. 보츠와나는 현재 메르코수르와 자유무역협정, 유럽 연합(EU)과 SADC의 일환으로 경제동반자협정도 협상 중이다.

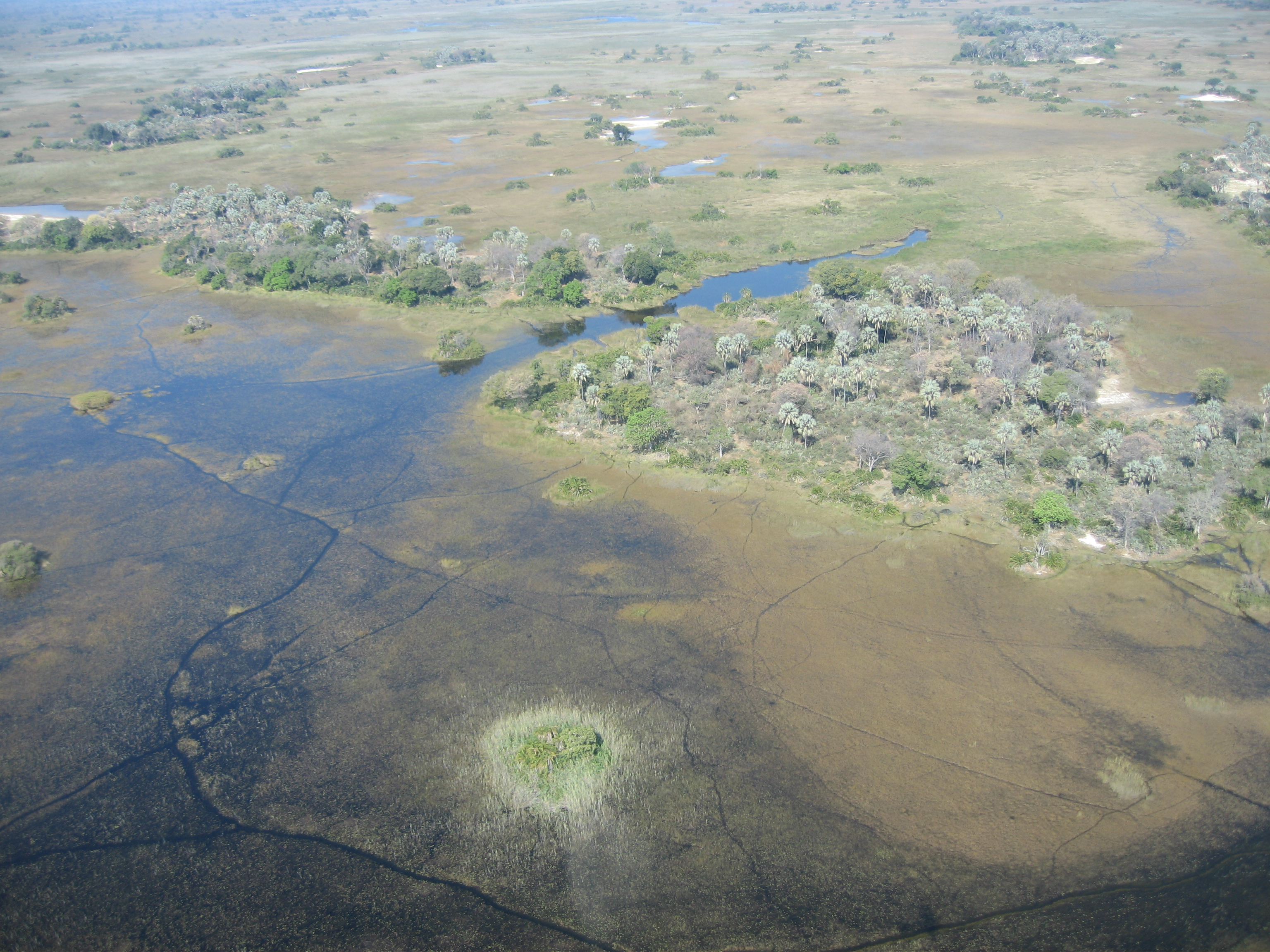
오카방고 삼각주 상공의 항공 풍경

가보로네는 남아프리카 공화국의 아파르트헤이트 의존으로부터 지역 경제 발전을 해방시키기 위한 노력을 집중한 남아프리카 개발 조정 회의의 후계자인 14개국으로 구성된 남아프리카 개발 공동체(SADC)의 본부를 주최하고 있다. SADC는 1994년 새롭게 민주화된 남아프리카 공화국을 회원국으로 받아들였고 남아프리카 공화국의 성장, 개발, 경제 통합을 장려하는 광범위한 권한을 가지고 있다. 2000년 9월 1일 발효된 SADC의 무역 의정서는 11개 서명국 중 2008년까지 무역에 대한 관세 및 비관세 장벽을 모두 없애야 한다는 내용을 담고 있다. 성공한다면 보츠와나 기업들은 훨씬 더 큰 지역 시장에 자유롭게 접근할 수 있을 것이다. SADC는 짐바브웨에서 로버트 무가베 정부와 거리를 두지 않아 미국과 SADC의 협력 기회가 줄어들었다.
보츠와나는 2006년~2007년에 채택된 아동 노동 철폐에 관한 행동 프로그램을 성공적으로 진행했다. 자유 아동 노동 시설은 2008년 보츠와나를 아동 노동 시설이 있는 국가로 등록 취소했다.

## 금융부문
보츠와나는 금융부문이 성장하고 있으며 가보로네에 본사를 둔 국가증권시장인 보츠와나증권거래소(BSE)는 주식 및 고정금리증권시장을 운영하고 규제할 책임이 있다. 1989년에 공식적으로 설립된 광우병은 정부, 준정부, 민간부문이 부채와 자기자본금을 조달할 수 있는 수단으로서 보츠와나의 금융 시스템, 특히 자본 시장의 중추적인 역할을 계속하고 있다. BSE는 40개 미만의 회사가 상장되어 있지만 보츠와나에서 사업을 하고 있는 가장 저명한 기업들을 주최하고 있다. 이러한 기업은 은행 및 금융 서비스에서부터 도매 및 소매, 관광 및 정보 기술에 이르기까지 다양한 산업과 상업 분야를 대표한다.
현재까지 BSE는 아프리카 최고의 증권거래소로 지난 10년간 평균 24%의 총수익률을 기록하고 있다. 이로써 BSE는 남아프리카에서 시가총액 면에서 세 번째로 큰 증권 거래소가 되었다.
보츠와나의 환 통제력 부족과 안정적인 통화, 그리고 유난히 실적이 좋은 증시를 감안할 때, 금융 부문은 더 나은 수익을 추구하는 다수의 글로벌 투자자들을 끌어들였다.
보츠와나의 통화인 풀라는 완전히 전환할 수 있으며 남아프리카 공화국 랜드에 집중된 통화 바구니를 기준으로 평가된다. 이익과 직접투자는 보츠와나로부터 제한 없이 송환될 수 있다. 보츠와나 정부는 1999년에 모든 교환 통제를 없앴다. 중앙은행은 2004년 2월 풀라의 실질 절상 대비 수출 경쟁력을 유지하기 위해 풀라를 7.5% 평가절하했다. 2005년 5월에 12%의 추가 평가 절하가 있었고 "기어다니는 못"의 정책이 채택되었다.
최근에 설립된 비은행 금융 기관 규제 기관(NBFIRA)는 해당 국가의 모든 비은행 금융 서비스 기업의 감독 책임이 있다. 2005년 현재 보츠와나 인구의 약 54%가 공식 또는 비공식 금융 서비스를 이용하고 있으며 43%는 은행 서비스를 이용하고 있다. 전체 접속률은 여전히 낮은 편이며, 특히 10만 명당 지점이 3.8개, 현금인출기가 73개인 농촌지역은 더욱 그러하다. 모바일 뱅킹 서비스가 이제 막 제공되기 시작했다. 최근 몇 년 동안 정부와 중앙은행은 국가의 지급 시스템 인프라를 현대화하기 위한 진지한 조치를 취해 왔다. 수표와 전자자금 교환을 위한 코드라인 청산시스템 구축과 SWIFT 접속을 포함한 실시간 총결제(RTGS) 시스템 구축 등이 이 같은 노력에 포함됐다. 증권거래소는 2007년 중앙증권예금을 시행했다. 보츠와나의 송금흐름은 2007년 1억1700만달러로 공식 개발원조 총 순가액보다 높은 수치다.

## 같이 보기
- 보츠와나
- 유엔 아프리카 경제 위원회